# Poetix
A Poetix József Attila születésének századik évfordulóján, 2005-ben alakult meg.
Meditációs lírai produkció Erdei Sándor előadásában, Oláh Szabolcs és Czapár János által szerzett zenei aláfestéssel.
Az alkotók neves magyar költők verseit világzenével, hangeffektekkel, vokállal ötvözik. Arra törekednek, hogy így teremtsék meg a zene és a költészet egységét. Céljuk, hogy a versek új szemléletű előadása által megismertessék és megszerettessék a magyar költészetet és a versekben hordozott értékeket a XXI. század minden korosztályával.

## Feldolgozott versek szerzőnként
- Ady Endre: A tűz csiholója, Mert engem szeretsz, Nézz, drágám, kincseimre
- Áprily Lajos: Kalács, keddi kalács
- József Attila: Alkohol, Csak az olvassa, Íme, hát megleltem hazámat, Talán eltűnök hirtelen
- Juhász Gyula: Búcsú, Mindig
- Petőfi Sándor: A téli esték
- Radnóti Miklós: Sem emlék, sem varázslat, Tétova óda, Töredék
- Reményik Sándor: Eredj, ha tudsz
- Szép Ernő: Én így szerettem volna élni, Olyan csöndet, Repülés.

## CD-kiadványok
- Poetix – A mámor versei (maxi, 2005)
- Poetix – A magyar költészet kincsei (2005)